# Věra Nechybová
Věra Nechybová (* 27. listopadu 1971 Klášterec nad Ohří) je česká politička a ekonomka, v letech 2020 až 2024 zastupitelka Ústeckého kraje, v letech 2015 až 2018 primátorka města Ústí nad Labem (v letech 2018 až 2021 pak první náměstkyně primátora, od roku 2022 opět náměstkyně primátora), v letech 2014 až 2022 zastupitelka městského obvodu Ústí nad Labem-Střekov, bývalá členka hnutí UFO.

## Život
Vystudovala obor veřejná správa, regionální rozvoj na České zemědělské univerzitě v Praze (získala tak titul Ing.).
Třináct let působila v neziskové organizaci Fokus, kde se vypracovala z místa asistentky na pozici finanční manažerky. Od roku 2012 pracovala na Městském úřadě v Lovosicích, kde se zabývala dotacemi a veřejnými zakázkami.
Věra Nechybová je vdaná a má dvě dospělé děti. Žije v Ústí nad Labem, konkrétně v části Církvice.

## Politické působení
V komunálních volbách v roce 2014 kandidovala jako nestraník za hnutí ANO 2011, ze kterého byla následně vyloučena za účast na puči, při kterém se stala primátorkou, do Zastupitelstva města Ústí nad Labem, ale neuspěla (stala se však první náhradnicí). Městskou zastupitelkou se stala v červnu 2015. Dne 24. června 2015 složila na řádném zasedání zastupitelstva města slib zastupitelky a poté byla zvolena primátorkou města. Jejímu zvolení předcházelo odvolání dosavadního primátora města Josefa Zikmunda, náměstků primátora a radních částí vlastního hnutí ANO 2011 a opoziční KSČM, ODS, ČSSD a UFO. V dubnu 2017 se stala členkou zastupitelského klubu Ústeckého fóra občanů (UFO), nikoliv však členkou tohoto politického uskupení.
V komunálních volbách v roce 2014 kandidovala také do Zastupitelstva Městského obvodu Ústí nad Labem-Střekov, rovněž však neuspěla a stala se třetí náhradnicí. Později však tři její kolegové na své funkce rezignovali a Nechybová se tak stala zastupitelkou městského obvodu. Ve volbách v roce 2018 mandát zastupitelky městského obvodu obhájila, když vedla kandidátku hnutí UFO z pozice členky hnutí.
V krajských volbách v roce 2016 kandidovala z pozice lídryně jako nezávislá na kandidátní listině subjektu "ProKraj" (tj. nezávislí kandidáti a hnutí UFO) do Zastupitelstva Ústeckého kraje, ale neuspěla.
V komunálních volbách v roce 2018 byla z pozice členky hnutí ÚSTECKÉ FÓRUM OBČANŮ (UFO) lídryní kandidátky tohoto hnutí do Zastupitelstva města Ústí nad Labem, mandát zastupitelky města obhájila. Koalici následně vytvořily vítězné hnutí ANO 2011, třetí hnutí UFO, čtvrtá ODS a osmé hnutí PRO Zdraví a Sport. Dne 19. listopadu 2018 byl novým primátorem města zvolen Petr Nedvědický z hnutí ANO 2011, sama Nechybová se stala náměstkyní primátora. V únoru 2021 však byla z funkce náměstkyně odvolána.
V krajských volbách v roce 2020 byla zvolena jako členka hnutí UFO zastupitelkou Ústeckého kraje, a to na kandidátce uskupení „LEPŠÍ SEVER“ (tj. hnutí UFO a hnutí ProMOST).
Ve volbách do Senátu PČR v roce 2022 kandidovala za UFO v obvodu č. 31 – Ústí nad Labem. Se ziskem 9,22 % hlasů se umístila na 6. místě a do druhého kola voleb nepostoupila. V komunálních volbách v roce 2022 obhájila za UFO mandát ústecké zastupitelky a byla lídryní kandidátky UFO do Zastupitelstva městského obvodu Ústí nad Labem-Střekov (v tomto případě se jí obhajoba nepodařila). V říjnu 2022 se stala náměstkyní primátora města Ústí nad Labem, na starosti má majetek města, Severočeské divadlo a Městské služby. Proti vůli hnutí UFO však podpořila vznik koalice hnutí ANO a hnutí SPD, za tento krok ji hnutí UFO vyloučilo v listopadu 2022 ze svých řad.
V krajských volbách v roce 2024 již nekandidovala.